# بلیک و مورتیمر (مجموعه تلویزیونی)
بلیک و مورتیمر (فرانسوی: Blake and Mortimer‎) نام یک مجموعهٔ تلویزیونیِ کارتونیِ فرانسوی است که در سال ۱۹۹۷ میلادی منتشر شد.
این مجموعه، بر پایهٔ داستان‌های مصوری به همین نام اثرِ ادگار پیر ژاکوبس ساخته شده‌است.
این مجموعهٔ کارتونی از تلویزیون ایران نیز پخش شده‌است.

## صداپیشگان نسخهٔ فارسی
- بلیک: تورج مهرزادیان
- مورتیمر: خسرو شایگان
- اولریک: اکبر منانی
- شارکی: جواد پزشکیان
- دکتر گراس گرابن اشتاین: شهاب عسگری
- رئیس پلیس: حمید منوچهری
- سایر گویندگان: شروین قطعه‌ای، الیزا اورامی، ناصر احمدی، سعید شیخ‌زاده